# Hibiscus sabdariffa
A  Hibiscus sabdariffa, comumente conhecida como vinagreira ou caruru-azedo no Brasil, e como baguiche na Guiné-Bissau, é uma espécie de planta arbustiva, pertencente à família das malváceas, da qual se faz a bebida conhecida como chá de hibisco, quando quente, ou suco de hibisco (ou "água de jamaica", ou "ondjo") quando fria. 

## Nomes comuns
Dá ainda pelos seguintes nomes comuns: caruru-da-guiné, uce, baguiche, quiabo-azedo, quiabo-róseo, quiabo-roxo, rosélia e vinagreira.

## Descrição
Trata-se de uma planta ereta, anual ou perene, que pode ascender aos 4,5 metros de altura. Os caules tendem a volver-se lenhosos, pelo menos na base.
No que toca às folhas, são folhas lobadas. Conta, ainda, com flores brancas ou amarelas com o centro escuro, dotadas de sépalas carnosas e vermelhas, rodeadas por uma camada de brácteas (epicálice). É polinizada por insectos.
Dispersas ao ano, são solitárias, sésseis, axilares, de cor rosa ou purpúrea, com máculas escuras e cálice muito carnoso.

## Distribuição
É endémica da África Ocidental.

### Ecologia
Medra em savanas e clareiras de bosques.

## Sinonímia
A espécie Hibiscus sabdariffa conta com seis sinónimos reconhecidos:
- Abelmoschus cruentus (Bertol.) Walp.
- Furcaria sabdariffa Ulbr.
- Hibiscus cruentus Bertol.
- Hibiscus fraternus L.
- Hibiscus palmatilobus Baill.
- Sabdariffa rubra Kostel.

## Origem
Nativa da África, crê-se que já era cultivada no Sudão há cerca de 6 mil anos. Foi introduzida na Ásia e nas Américas no século XVII atualmente ocorrendo em todas as regiões quentes do mundo. Os maiores produtores são Sudão e Egito seguidos da Tailândia e China.
O caruru-azedo é cultivado para consumo local em muitas regiões da África, Ásia (Índia, Indonésia e Filipinas) e nas Américas (México, Brasil e Índias Ocidentais). As folhas são um vegetal popular em Burma e as fibras são um produto importante na Índia e Tailândia.

## Uso culinário
É, às vezes, usada como condimento para temperar carne vermelha e peixes mas principalmente para colorir e dar sabor agridoce a chás e bebidas alcoólicas e não-alcoólicas. Chá e bebidas geladas como karkadé, da bilenni, Agua de flor de Jamaica são comuns em países africanos e latino-americanos. Por conter pectina naturalmente é ideal para geleias, chutneys, molhos e conservas. As folhas jovens são importantes como erva culinária por exemplo em Burma para o prato de curry chin baung kyaw e para o prato senegalês thiéboudieune (peixe acompanhado de arroz).
Na Guiné-Bissau as folhas jovens desta planta são usadas para confeccionar o baguiche, que é uma espécie de esparregado, que, além das folhas do baguiche, ainda leva quiabo e beringela.
É cultivada no Brasil na região da Amazônia onde suas folhas compõem a receita do arroz de cuxá da culinária do Maranhão.
As sépalas curtidas em água e sal foi uma adaptação dos imigrantes japoneses no Brasil para substituir o umeboshi da culinária japonesa, o hanaume (do japonês, hana, "flor" e ume, "ameixa") é uma invenção dos imigrantes e não existe no Japão.

## Composição nutricional
O sabor azedo é devido a ácidos orgânicos como o ácido de hibisco (ácido hidrocítrico), ácido ascórbico, ácido cítrico, ácido málico e ácido tartárico.
O composto aromático mais intenso são 1-octeno-3-1 e nonanal. No hibisco fresco o aroma intenso e os aromas florais e cítricos são devidos aos Linalol e Octanal.A cor vermelha intensa provém de antocianinas (0.15%) dos quais os principais componentes são 3-sambubiosides de cianidina e delfinidina. Também é rico em mucilagem polissacarídeo (15%).
O Hibiscus sabdariffa possui altos valores de minerais e nutricionais, próximos de 3,97g/100g para proteína, 0,63g/100g de lipídeos, 6,94g/100g de carboidratos, 5,3g/100g para fibras alimentares, 5,95mg/100g de sódio, 531,46mg/100g de potássio, 231,96mg/100g de calcio, 138,23mg/100g de fósforo, 2,39mg/100g de zinco, 108,19mg/100g de magnésio e 1,47mg/100g de ferro. Alguns desses valores podem ser comparados com os de hortaliças folhosas convencionais, com seus teores nutritivos já bem documentados,  como couve e espinafre (no caso do potássio) e espinafre e agrião (para o fósforo), por exemplo.

## Propriedades medicinais
O chá é expectorante, laxativo e diurético. As folhas têm propriedades antiescorbúticas, emolientes, diuréticas e sedativas. As folhas podem ser usadas para fazer pomadas, aplicadas a abcessos, ulceras e hematomas. O sumo do fruto desta planta pode ser usado no tratamento da conjuntivite.
Observou-se que a Hibiscus sabdariffa possui propriedades que atuam na digestão, no apetite, em funções antioxidantes, antibacteriana e antifúngicas, além de pouca toxicidade.
A utilização do Hibiscus sabdariffa em extratos e chás possuem efeitos antibactericidas, assim como um possível conservante natural de comidas. Em um estudo realizado sobre a proliferação de E. coli, observou-se o controle e até diminuição de sua presença em carne crua. 
ABDELMONEM e col. (2022) demonstraram a eficácia da utilização da hortaliça na redução da pressão arterial sistólica (PAS) e pressão arterial diastólica (PAD). A revisão contendo 1205 participantes demonstrou que a Hibiscus sabdariffa provocou uma redução de 6,67 mmHg na PAS (p=0,004) e redução de 4,35 mmHg na PAD (p=0,02), em comparação com o placebo. Desta forma, torna-se uma oportunidade terapêutica alternativa à utilização de medicamentos para o controle da hipertensão.
Após estudos com a utilização de Hibiscus sabdariffa em ratos Wistar, obesos ou eutróficos, expostos ou não ao treinamento aeróbico intervalado e suplementados ou não com Hibiscus sabdariffa, em um total de 8 grupos experimentais. Nos grupos suplementados, a administração do extrato da hortaliça foi feito por 60 dias, em uma dose de 150mg/kg. A suplementação reduziu a adiposidade tanto nos ratos eutróficos quanto nos obesos. Além disso, a suplementação combinada com o treinamento aeróbico reduziu o peso corporal e aumentou a capacidade funcional de ambos os grupos. Com isso, verificou-se que o exercício aeróbico é um importante potencializador dos efeitos da hortaliça, indicando que a suplementação atrelada a um estilo de vida saudável parece oferecer resultados mais satisfatórios.

## Galeria

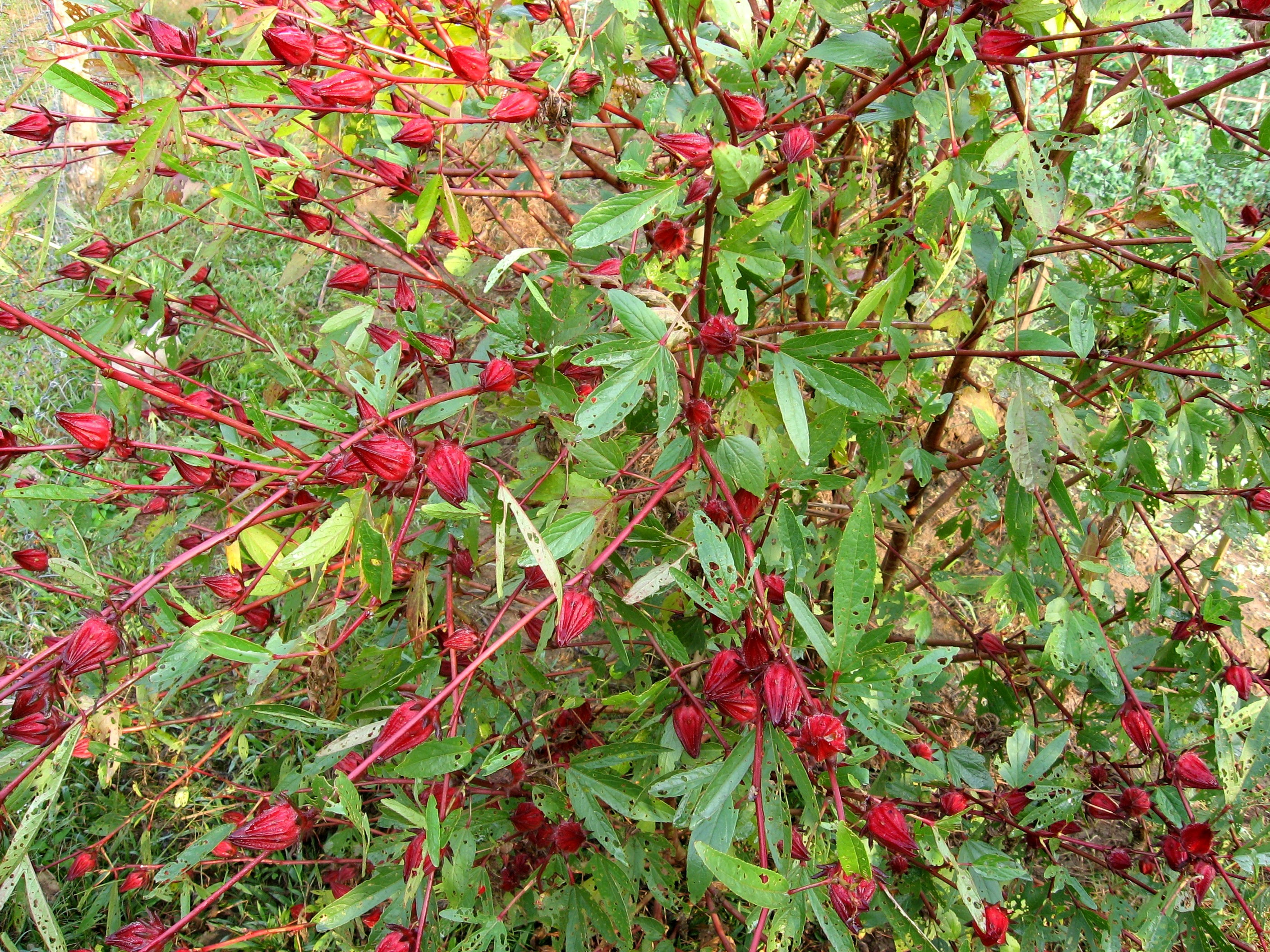
planta
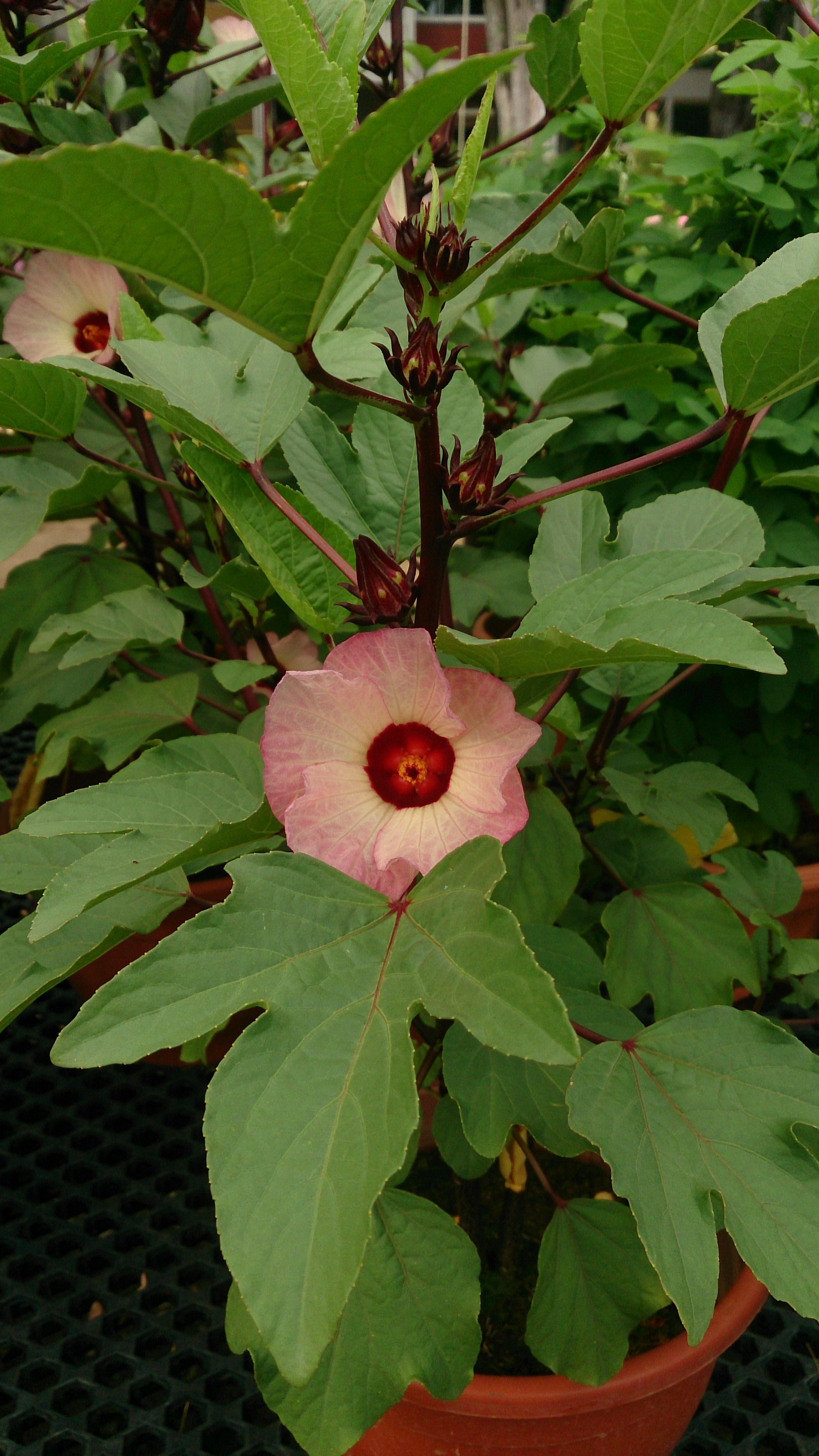
variedade de flor rosada
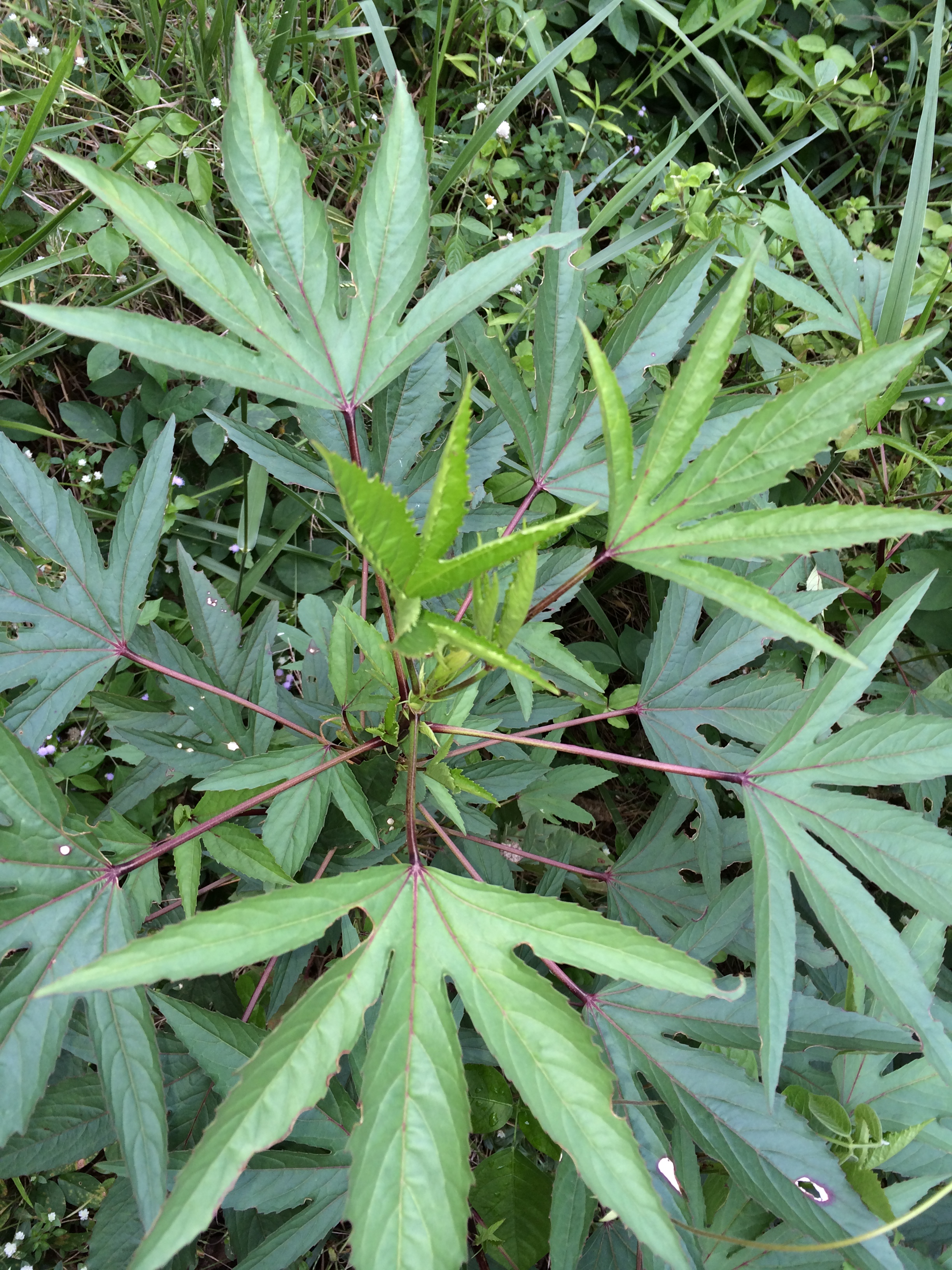
variedade de folha lobulada
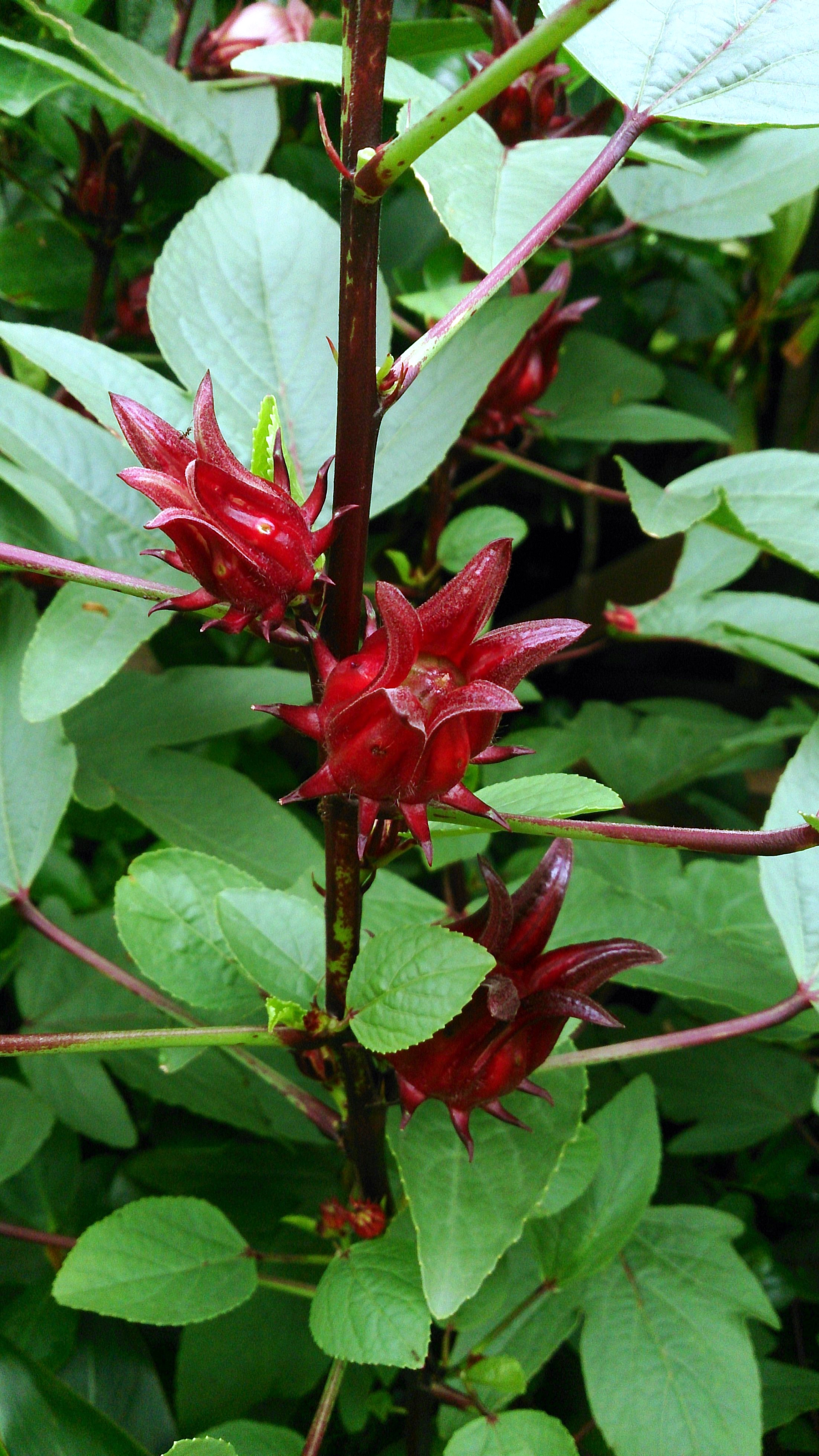
frutos
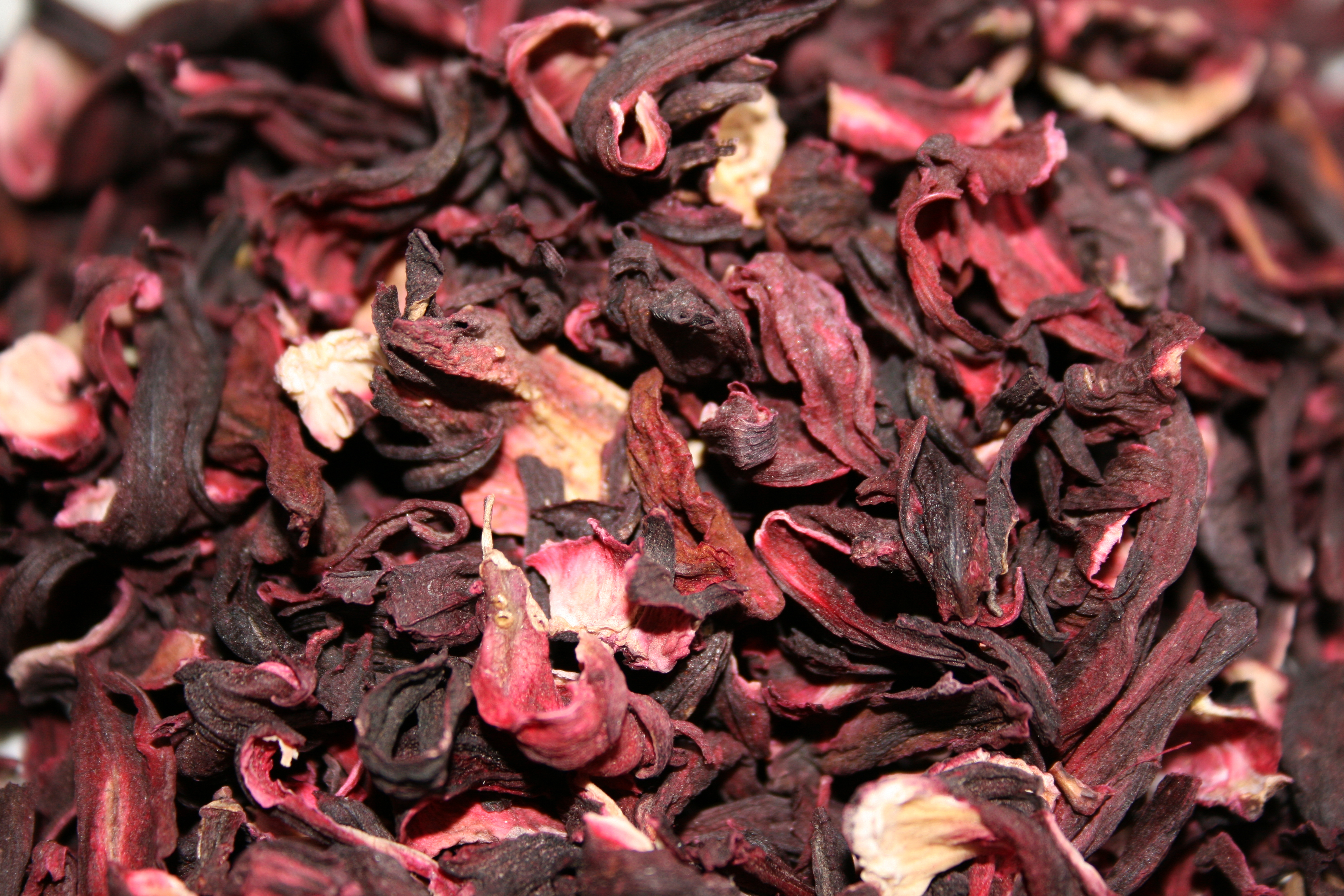
flores secas